# Fandubbing
Fandubbing – dubbing tworzony przez fanów, połączenie wyrazów fan i dubbing. Do grup fandubbingowych należą osoby zainteresowane dubbingiem oraz chcące rozwijać swoje umiejętności. W grupach każdy użytkownik pełni różne funkcje może być dialogistą, dźwiękowcem, montażystą, reżyserem oraz aktorem. Poszczególne role odpowiadają funkcjom, na przykład dźwiękowiec tworzy ścieżkę dźwiękową składającą się z soundtracka pochodzącego z konkretnej produkcji oraz efekty dźwiękowe, czyli na przykład odgłosy natury, kroków, uderzeń itp., zaś dialogista odpowiada za napisanie dialogów do wybranej produkcji w oparciu o napisy bądź własną znajomość języka. Gotowe projekty najczęściej umieszczane są w serwisach takich jak YouTube czy Dailymotion. Czasem przy tworzeniu fandubów używa się głosu AI zamiast prawdziwych aktorów głosowych.

## W anime
Fandubbing występuje m.in. w tłumaczeniu anime – fandub to amatorsko zdubbingowane anime; fanduby są o wiele rzadsze niż fansuby (tj. amatorskie tłumaczenia napisów do anime), a ich jakość często nie jest idealna. W odróżnieniu od fansubów, fanduby często mają parodystyczny charakter, w wyniku czego tłumaczenie dialogów nie jest dosłowne.